# Regina Marxer
Regina Marxer (* 10. Oktober 1951 in Grabs, Schweiz) ist eine liechtensteinische Grafikerin und bildende Künstlerin.

## Leben
Regina Marxer ist eine der drei Töchter des Lehrers und langjährigen Leiters des Liechtensteinischen Landesmuseums, Felix Marxer, und seiner Ehefrau Melitta, geb. Kaiser. Nach dem Besuch der Realschule absolvierte sie von 1966 bis 1970 eine Ausbildung zur Grafikerin bei Louis Jäger in Vaduz. Von 1974 bis 1978 besuchte sie die Hochschule der Künste in Berlin. Auch Clément Moreau zählte zu ihren Lehrern.
Seit 1979 ist sie als freischaffende Künstlerin in den Bereichen Malerei, Bildhauerei, Grafik und Installation tätig. Sie hatte Einzel- und Gruppenausstellungen in Liechtenstein, Österreich und in der Schweiz. Als Grafikerin wurde sie insbesondere durch ihre Entwürfe für Briefmarken des Fürstentums Liechtenstein bekannt.
Im Jahr 1981 initiierte Marxer zusammen mit der Psychologin Barbara Rheinberger die «Aktion Dornröschen» und setzte sich mit dieser Fraueninitiative erfolgreich für die Einführung des Frauenstimmrechts in Liechtenstein ein.
Gemeinsam mit Myriam Bargetze, Monika Michels, Stefan Sprenger und Martin Walch gründete sie 1989 in der alten Weberei in Triesen die Künstlervereinigung «Schichtwechsel», deren erste Präsidentin sie bis 1997 war. Der Verein fördert die überregionale Vernetzung und stellt Kunstschaffenden aus dem In- und Ausland wechselnde Räume zur Verfügung. Er betreibt seit seiner Gründung einen Aktionsraum für neue Kunst in Triesen. Die Gründung des Vereins trug mit zur starken Ausweitung der liechtensteinischen Kunstszene bei.
Für das neu erbaute «Schulhaus Obergufer» in Triesenberg schuf Marxer 1995 die Computerinstallation Herr Ehrengast – der Hirsch mit den sprechenden Augen, die Texte im Walser-Dialekt von sich gibt. Ein weiteres Beispiel für Marxers Beiträge zur Kunst am Bau ist ihr Kunstwerk Gras, eine bodengleiche Metallrinne im Pflasterbelag auf dem Vorplatz des Liechtensteinischen Landesarchivs in Vaduz.
Regina Marxer lebt und arbeitet in Vaduz.

## Auszeichnungen und Ehrungen (Auswahl)
- 1991 erhielt Marxer als erste Frau den Josef Gabriel von Rheinberger-Preis, der seit 1976 von der Gemeinde Vaduz verliehen wird.
- Ihr Briefmarken-Entwurf «Das Plankner Fülle» in der Serie «Sagen und Legenden» aus dem Jahr 1997 wurde mit dem Philatelie-Preis «Gran premio d’Asiago per il migliore francobollo Europa» für die schönste Europamarke ausgezeichnet.[5]

## Veröffentlichungen
als Autorin
- mit Claudine Kranz, Iren Nigg: Mai. Verlag I. Nigg, Schaan 1987, OCLC 891916260.
- mit Hansjörg Quaderer: Lesen ist mit den Augen sprechen. Edition Eupalinos, Schaan 1995, OCLC 867783133.
- Nichts ist was es scheint. Stroemfeld, Frankfurt am Main/Basel 2008, ISBN 978-3-86600-021-6.

als Illustratorin
- Max Waibel (Hrsg.): Das grosse Buch der Walser Sagen. Huber, Frauenfeld/Stuttgart/Wien 2010, ISBN 978-3-7193-1548-1.